# Affäre Haemmerli

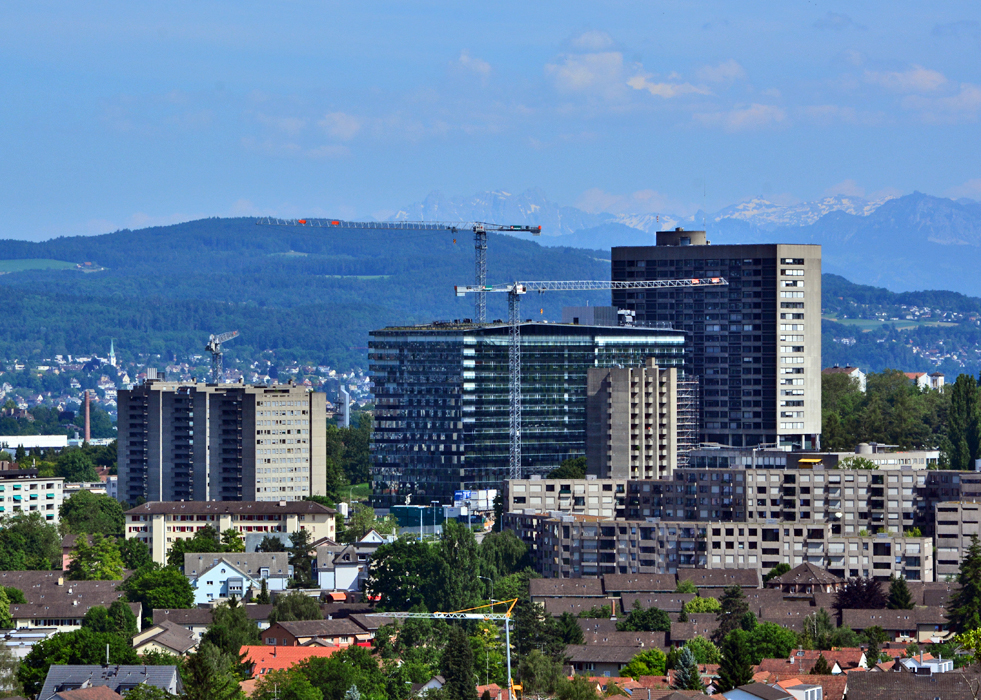
Das Stadtspital Triemli, an dem sich die Affäre Haemmerli abgespielt hat

Die Affäre Haemmerli war eine Sterbehilfe-Affäre in den Jahren 1974 und 1975 am Stadtspital Triemli in Zürich.
Der Schweizer Arzt Urs Peter Haemmerli, Chefarzt am Triemlispital, war im Dezember 1974 mit dem Anliegen an seine politische Vorgesetzte, Stadträtin Regula Pestalozzi, herangetreten, sein Spital sei überbelegt, es brauche diesbezüglich Abhilfe. In diesem Zusammenhang sagte Haemmerli, unheilbar Kranke würden, sofern sie ohne Bewusstsein seien, nicht mehr künstlich ernährt, sondern nur noch mit Wasser versorgt. Daraufhin erstattete Regula Pestalozzi Strafanzeige. Haemmerli wurde vorübergehend von seinem Posten suspendiert, die Zürcher Staatsanwaltschaft ermittelte wegen vorsätzlicher Tötung. Das Verfahren, in dem Rechtsanwalt Walter Baechi, Gründer der Sterbehilfeorganisation Exit, Haemmerli verteidigte, wurde mangels Beweisen eingestellt.
Der Fall löste in der ganzen Schweiz heftige Diskussionen aus.

## Folgen
Pestalozzi verlor aufgrund der Affäre im Frühling 1975 ihr Mandat für den Kantonsrat, 1978 jenes für den Stadtrat.
Am 25. September 1977 stimmte der Kanton Zürich über die Volksinitiative «Sterbehilfe auf Wunsch für unheilbar Kranke» ab, die die Einreichung einer Standesinitiative verlangte. Diese sollte anregen, die Bundesgesetzgebung so zu ändern, dass die Tötung eines Menschen auf eigenes Verlangen unter bestimmten Voraussetzungen straffrei bleibe (aktive Sterbehilfe). Die Initiative wurde mit 203'148 Ja- gegen 144'822 Nein-Stimmen angenommen, der Standesinitiative leistete die Bundesversammlung aus rechtlichen Überlegungen keine Folge. Aktive Sterbehilfe ist auf gesamtschweizerischer Ebene weiterhin verboten. Passive Sterbehilfe (Sterbenlassen) ist im schweizerischen Recht nicht explizit geregelt und gilt deshalb als nicht strafbar. Bei deren Anwendung wird vor allem auf die «Richtlinien über die Sterbehilfe der Schweizerischen Akademie der Medizinischen Wissenschaften» (SAMW) geachtet, die einen Verzicht auf oder Abbruch einer Behandlung erlauben, falls feststeht, dass die betroffenen Personen das Bewusstsein nie mehr erlangen werden. Bei der Beihilfe zur Selbsttötung, welche die Sterbehilfeorganisationen Exit (gegründet 1982) und Dignitas (1998) praktizieren, leitet man aus dem Art. 115 des Schweizerischen Strafgesetzbuches (StGB), der sie nur unter der Bedingung unter Strafe stellt, dass sie «aus selbstsüchtigen Beweggründen» erfolgt, ab, dass sie aus nicht selbstsüchtigen Beweggründen erlaubt ist. Beim Vorgehen von Haemmerli, das heute weitgehend anerkannt ist, handelte es sich um passive Sterbehilfe.